# Етрополски водопад
Етрополският водопад, наричан Варовитец, се намира близко до Етрополския манастир и Етрополе.
Водопадът се образува от малка река, протичаща покрай манастира, която се спуска по карстов откос. Когато човек види извора, не може да си представи, че малко по-надолу има такъв красив и живописен водопад. Интересното е, че изворът на реката е само на 300 – 400 метра по-нагоре и тя изглежда като малко поточе. Малко преди водопада има по-малко каменно корито. Каменното корито е широко 50 – 60 см и дълбочината в него е едва 10 – 15 сантиметра.
До 1970-те години в края на каменното корито е имало водно колело, което е задвижвало генератор за електрически ток, захранващ манастира.
Водопадът е заобиколен от красиви растения и дървета.